# 멜 해리스

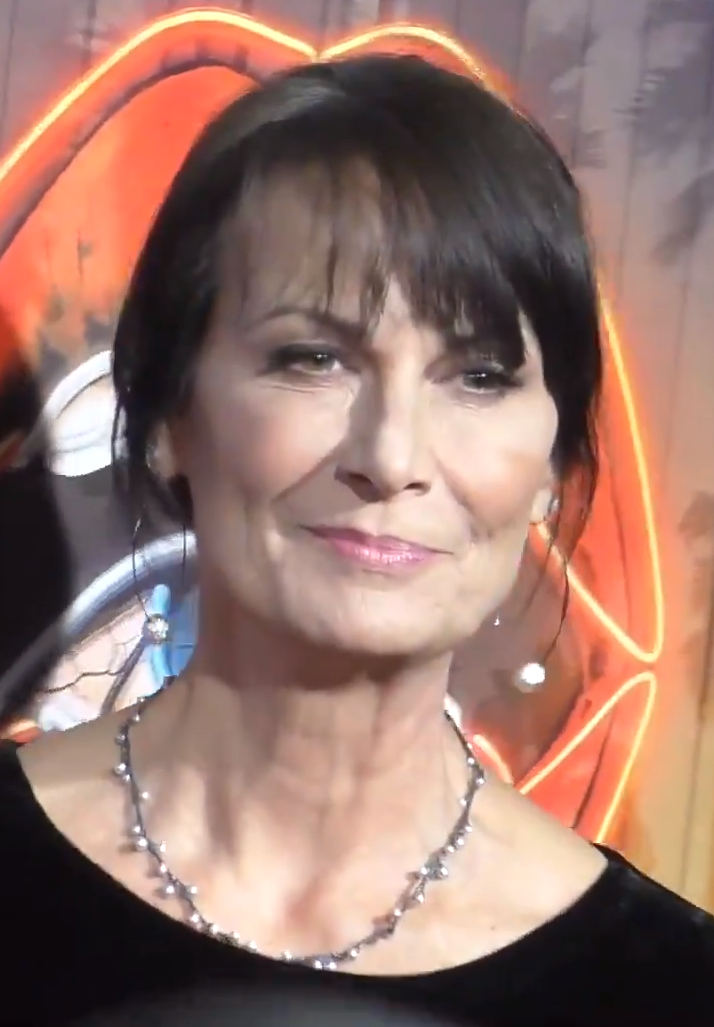

멜 해리스(Mary Ellen Harris, 1956년 7월 12일 ~ )는 미국의 배우이다.
베슬리헴에서 태어났다.

## 출연 작품
- 이매진 댓 (2009년)
- 행맨의 커스 (2003년)
- 파이어트랩 (2001년)
- 에어포스 21 (1999년)
- 사랑의 승리 (1996, What Kind of Mother Are You?)
- 마주 본 두 자매 (1996년)
- 여비서 (1995년)
- 샤론의 씨크리트 (1995년)
- 웰컴 투 파라다이스 (1995년)
- 뮤직 박스의 비밀 (1994년)
- 페이지마스터 (1994년)
- 마지막 게임 (1994년)
- 윈드 댄서 (1993년)
- 수처 (1993년)
- K9 캅스 (1993년)
- 글래스 루츠 (1992년)
- 시지프스의 비밀 (1992년)
- 카인의 두 얼굴 (1992년)
- 크로스 화이어 (1989년)
- 신비의 카메론 (1989년)
- 케이 나인 (1989년)
- 집행자 (1986년)

### 텔레비전
- 웨스트 윙 (2005)